# Pseudopyroppia rotunda
Pseudopyroppia rotunda är en kvalsterart som beskrevs av Hirauchi 1998. Pseudopyroppia rotunda ingår i släktet Pseudopyroppia och familjen Ceratoppiidae. Inga underarter finns listade i Catalogue of Life.